# Tomada do QG da Artilharia de Costa
A tomada do QG da Artilharia de Costa, erroneamente conhecida como tomada do Forte de Copacabana, foi um episódio do golpe de Estado no Brasil em 1964. Enquanto o comandante estava ausente, o coronel César Montagna, liderando oficiais da Escola de Comando e Estado-Maior do Exército (ECEME), capturou o quartel-general num golpe de mão, com um breve encontro violento, após o meio-dia de 1º de abril. O Forte de Copacabana propriamente dito era vizinho ao QG, aderiu por conta própria horas antes e não participou do confronto. O evento foi divulgado na TV Rio, dando visibilidade ao golpe.

## Situação da Artilharia de Costa
A maior parte da guarnição do Exército no Rio de Janeiro não se movia em favor do governo, mas mesmo na tarde do dia 1º de abril não aceitava as propostas de adesão. Entre ela estava a Artilharia de Costa da 1ª Região Militar, localizada nos dois lados da Baía de Guanabara e sediada em Copacabana. Dali eram comandados o Grupamentos do Leste e do Oeste. No Leste, os Fortes Barão do Rio Branco, do Pico, Santa Cruz e Imbuí e o Controle de Minas à Distância. No Oeste, os Fortes da Laje, de São João, do Leme/Duque de Caxias e de Copacabana, além do 8º Grupo de Artilharia de Costa Motorizado (8º GMAC), no Leblon. O comandante da Artilharia de Costa, general Antonio Henrique Almeida de Moraes, era legalista.
No restante da Artilharia de Costa pela Guanabara haviam alguns poucos elementos favoráveis à rebelião no Forte Duque de Caxias e 8º Grupo Móvel de Artilharia de Costa (8º GMAC), e os Fortes de São João e da Laje acabaram aderindo. A decisão desses Fortes fez parte da adesão das organizações militares da Urca, principalmente escolas militares, na madrugada do dia 31 ao dia 1º, sob o chamado do general Jurandir Bizarria Mamede, comandante da ECEME. O Forte de São João estava sob o tenente-coronel Siqueira, que aceitou a direção de Mamede mas recusou ceder soldados seus para a defesa da ECEME; "em ocasiões de incerteza, ninguém gosta de abrir mão dos elementos de força de que dispõe".

## O Forte propriamente dito

No Forte

O tenente-coronel Arídio Brasil, do Forte de Copacabana ao lado do QG, era decididamente contra Goulart. Já tinha interceptado o telefone do QG, montado canhões e metralhadoras .50 e até posicionado metralhadoras no Clube dos Marimbás. Mas só se definiu após a adesão de seu amigo Amaury Kruel, comandante do II Exército, e da chegada de reforços pedidos na ECEME para compensar seus numerosos sargentos, pouco confiáveis.
28 oficiais da ECEME, incluindo os coronéis Espírito Santo e Cerqueira Lima, infiltraram-se às 07h00 do dia 1 por carros particulares. Mais 3 foram barrados no QG. O General Moraes, "conviva frequente do forte" e sem desejo de sangue, não fez mais que pedir a Arídio que voltasse atrás. Com a negativa, conviveram educadamente: os dois quartéis não tinham separação nem mesmo de uma cerca, e os revoltosos transitavam pelo fundo do terreno do QG para acessar o forte. Quando o General passou pela Praça Coronel Eugênio Franco a caminho do QG, encontrou um pelotão comandando por um tenente para o qual tinha assinado a proposta de vir ao Forte. Num momento bastante constrangedor, abriram uma brecha para que passasse.
Os Fortes de Copacabana e São João, a extensão da rebelião na Guanabara pela manhã, não somavam uma companhia. Às 10h00 Moraes largou o QG e foi ao Ministério da Guerra. Os defensores do Copacabana defrontavam-se com os do QG, reforçados por uma bateria do Forte Duque de Caxias e, após as 10h30, uma coluna de 100 homens, um jipe e 6 caminhões de 2,5 t do 8º GMAC. Os últimos foram mandados embora pelo tenente-coronel Borges Fortes, do próprio QG, enfraquecendo a guarda.

## O golpe de mão no QG
Autorizado pelo general Orlando Geisel (que, ainda assim, considerava o empreendimento uma "tenentada") e o tenente-coronel João Figueiredo, o coronel Montagna, que trabalhava na Diretoria de Artilharia de Costa e Antiaérea, liderou uma operação para tomar de assalto o QG, acelerando a desagregação da Artilharia de Costa e aliviando a pressão sobre o Forte de Copacabana. Tinha 20 voluntários, 4 carros particulares, 2 INAs, uma Thompson e 2 granadas defensivas. Passaram o novo túnel da Rua Barata Ribeiro, estacionando na Rua Raul Pompeia antes da esquina com a Francisco Otaviano. Eram 11:47. Na elevação em frente à Raul Pompeia um grupo amigo acenava para indicar o caminho de menor resistência, mas Montagna não compreendeu. 
À paisana, o primo de Montagna observou a Francisco Otaviano. A situação no QG era normal. Um cabo com uma Thompson guardava o portão. Montagna distribuiu as ordens finais. Menos de 10 minutos tinham se passado. Em alta velocidade o comboio desceu a rua e, saltando dos carros ainda em movimento, investiu de surpresa no QG. Montagna esbofeteou o cabo e tomou sua Thompson. Na varanda, a pistola de um capitão. Outra via também com luta foi nos flancos do edifício. A luta estendeu-se até o Arpoador. Trocaram-se tiros. O sargento Miranda, defensor, foi alvejado na perna (deliberadamente baixo) ao apontar sua arma, provavelmente a Montagna, e o major Magalhães, atacante, sofreu uma pancada de coronha de mosquetão.
"Indecisos com a presença de tantos oficiais" os defensores não resistiram à breve luta corporal e os atacantes penetraram no QG. Montagna prendeu o líder e chefe do Estado-Maior, coronel Rubens Vasconcellos, proclamando pela rádio sua vitória. Nos fundos, um sargento e 5 soldados continuaram resistindo na "Cota 40" até se renderem com apelos do pessoal do Forte. O general Moraes reapareceu e foi preso. Vieram da ECEME os generais Hugo Panasco Alvim e Morais Barros, o primeiro para assumir o comando e o outro para formalizar a prisão, que só poderia ser feita por outro general.

## Resultados

O Grupo Móvel, que tentou reagir

Um rebelde do forte estava dentro do QG e assim definiu o "golpe de mão": "Não havia razão para aquele espalhafato. O QG estava tomado. Foi um golpe contra meia dúzia de burocratas que estavam lá dentro." Mas ocorreu debaixo das câmeras da TV Rio, atingindo o público, e foi trunfo moral para os golpistas. Segundo o historiador militar Hernani D'Aguiar, a notícia chegou deturpada, na forma de uma queda violenta do Forte de Copacabana, ao Presidente João Goulart, sendo a "gota d'água" de sua decisão de deixar o Rio de Janeiro e seguir a Brasília. Elio Gaspari não menciona o evento como fator para a decisão, elencando como motivos as deserções do II Exército e 1º Regimento de Infantaria, o aviso de San Tiago Dantas de que os Estados Unidos reconheceriam um governo paralelo no Brasil e o conselho do general Âncora, comandante do I Exército, para deixar a cidade. A decisão de viajar foi comunicada ao Palácio do Planalto ao redor das 9 horas, e o avião decolou às 12h45.
Os novos donos do forte se entrincheiraram na Avenida Atlântica, face ao Forte Duque de Caxias, cujo major Cavassone permanecia legalista, e na Rua Francisco Otaviano contra o 8º GMAC, cujo coronel Virmond, também ainda leal, não pôde reaver o forte: um pelotão de choque chegou a passar, mas nem desembarcou, sob a vista do canhão e desaconselhado por Arídio. A defesa era feita com um pelotão em cada via, dois canhões Schneider 75 mm, levados do forte às ruas em função anticarro, metralhadoras e carros particulares de civis cooperativos. Rumores de ataque de blindados ou desembarque de fuzileiros navais na Praia do Diabo não se cumpriram. Ficaram bloqueadas as esquinas da Avenida Atlântica com a Rua Rainha Elizabeth e da Francisco Otaviano com a Nossa Senhora de Copacabana.
A operação gerou uma série de misconcepções difundidas na imprensa. Não foi a tomada do forte, mas do QG ao seu lado; o pessoal do forte, excetuando um capitão, nem participou.

### Citações
1. 1 2 3 4 5  Gaspari 2014, Parte I, "O Exército acordou revolucionário".
2. ↑  Motta 2003, pp. 320-321, Tomo 14.
3. 1 2 3 4  Motta 2003, pp. 43-44, Tomo 3.
4. ↑  D'Aguiar 1976, p. 148.
5. 1 2 3 4 5  D'Aguiar 1976, pp. 156-157.
6. 1 2 3  Motta 2003, pp. 329-332, Tomo 14.
7. 1 2  Gaspari 2014, Parte I, "O Exército dormiu janguista".
8. ↑  Motta 2003, pp. 163-178, Tomo 1.
9. ↑  D'Aguiar 1976, pp. 157-161.
10. 1 2  Motta 2003, pp. 294-296, Tomo 1.
11. ↑  D'Aguiar 1976, p. 153.
12. ↑  Silva 2014, p. 388.
13. 1 2  D'Aguiar 1976, pp. 158-161.
14. ↑  Jornal do Brasil, 02/04/1964.